# Langensari (Ungaran Barat)
Langensari is een bestuurslaag in het regentschap Semarang van de provincie Midden-Java, Indonesië. Langensari telt 9120 inwoners (volkstelling 2010).